# 多賀町 (茨城県)
多賀町（たがちょう）は、茨城県多賀郡にかつて存在した町である。

## 地理
現在の日立市のうち、常陸多賀駅（旧名：下孫駅）周辺に相当する。1941年には坂上村（大甕駅周辺）を編入した。旧多賀郡の中では最南端に位置し、太平洋に面する河原子から大甕一帯の海岸は平野となっているものの、大部分は多賀山地の一部で山がちな地形となっているばかりか、河原子以北は海岸近くまで台地が迫り出し断崖絶壁となっている。

## 歴史

### 年表
- 1897年（明治30年）2月25日 - 日本鉄道磐城線（現在の常磐線）水戸 - 平（現・いわき）間が開通し、下孫駅（現・常陸多賀駅）が開業した。
- 1938年（昭和13年）4月1日 - 河原子町・鮎川村・国分村が合併し多賀町が発足。
- 1941年（昭和16年）2月11日 - 坂上村を編入。
- 1947年（昭和22年）9月1日 - 日立電鉄線大甕駅 - 鮎川駅間が開業。
- 1955年（昭和30年）2月15日 - 日高村・久慈郡久慈町・坂本村・東小沢村・中里村とともに日立市へ編入され、消滅。

### 行政区域変遷
- 変遷の年表

| 多賀町町域の変遷（年表） | 多賀町町域の変遷（年表） | 多賀町町域の変遷（年表） |
| 年                       | 月日                     | 旧多賀町町域に関連する行政区域変遷 |
| ------------------------ | ------------------------ | --- |
| 1889年（明治22年）       | 4月1日                   | 町村制施行により、以下の村が発足。 - 河原子町 ← 河原子村 - 国分村 ← 金沢村・大久保村・下孫村 - 鮎川村 ← 諏訪村・油縄子村・成沢村 - 坂上村 ← 水木村・森山村・大沼村 |
| 1938年（明治13年）       | 4月1日                   | 河原子町・鮎川村・国分村が合併し多賀町が発足。 |
| 1941年（昭和16年）       | 2月11日                  | 坂上村は多賀町に編入。 |
| 1955年（昭和30年）       | 2月15日                  | 日高村・久慈郡久慈町・坂本村・東小沢村・中里村とともに日立市へ編入され、消滅。                                                                                     |

- 変遷表

| 多賀町町域の変遷表 | 多賀町町域の変遷表 | 多賀町町域の変遷表 | 多賀町町域の変遷表           | 多賀町町域の変遷表           | 多賀町町域の変遷表 | 多賀町町域の変遷表 | 多賀町町域の変遷表 |
| 1868年 以前        | 1868年 以前        | 明治22年 4月1日    | 明治22年 - 昭和19年          | 昭和20年 - 昭和64年          | 平成元年 - 現在    | 現在               |                    |
| ------------------ | ------------------ | ------------------ | ---------------------------- | ---------------------------- | ------------------ | ------------------ | ------------------ |
|                    | 河原子村           | 河原子町           | 昭和14年4月1日 多賀町        | 昭和30年2月15日 日立市に編入 | 日立市             | 日立市             |                    |
|                    | 金沢村             | 国分村             | 昭和14年4月1日 多賀町        | 昭和30年2月15日 日立市に編入 | 日立市             | 日立市             |                    |
|                    | 大久保村           | 国分村             | 昭和14年4月1日 多賀町        | 昭和30年2月15日 日立市に編入 | 日立市             | 日立市             |                    |
|                    | 下孫村             | 国分村             | 昭和14年4月1日 多賀町        | 昭和30年2月15日 日立市に編入 | 日立市             | 日立市             |                    |
|                    | 諏訪村             | 鮎川村             | 昭和14年4月1日 多賀町        | 昭和30年2月15日 日立市に編入 | 日立市             | 日立市             |                    |
|                    | 油縄子村           | 鮎川村             | 昭和14年4月1日 多賀町        | 昭和30年2月15日 日立市に編入 | 日立市             | 日立市             |                    |
|                    | 成沢村             | 鮎川村             | 昭和14年4月1日 多賀町        | 昭和30年2月15日 日立市に編入 | 日立市             | 日立市             |                    |
|                    | 水木村             | 坂上村             | 昭和16年2月11日 多賀町に編入 | 昭和30年2月15日 日立市に編入 | 日立市             | 日立市             |                    |
|                    | 森山村             | 坂上村             | 昭和16年2月11日 多賀町に編入 | 昭和30年2月15日 日立市に編入 | 日立市             | 日立市             |                    |
|                    | 大沼村             | 坂上村             | 昭和16年2月11日 多賀町に編入 | 昭和30年2月15日 日立市に編入 | 日立市             | 日立市             |                    |

## 大字
- 大久保（おおくぼ）
- 大沼（おおぬま）
- 金沢（かねさわ）
- 河原子（かわらご）
- 下孫（しもまご）
- 諏訪（すわ）
- 成沢（なるさわ）
- 水木（みずき）
- 森山（もりやま）
- 油縄子（ゆなご）

## 人口・世帯
※1946年以前は旧坂上村を含まず。

### 人口
総数 [単位： 人]
| 1939年（昭和14年） | 12,367 |
| 1950年（昭和25年） | 36,913 |
| 1954年（昭和29年） | 40,437 |

### 世帯
総数 [単位： 世帯]
| 1914年（大正14年） | 2,379 |
| 1950年（昭和25年） | 7,323 |
| 1954年（昭和29年） | 8,050 |

## 交通

### 鉄道
- 日本国有鉄道（ → 東日本旅客鉄道）
  - ■ 常磐線
    - 大甕駅 - 常陸多賀駅
- 日立電鉄
  - 日立電鉄線（2005年4月1日に廃止）
    - 鮎川駅 - 桜川駅 - 河原子駅 - 大沼駅 - 水木駅 - 大甕駅

### 道路
- 一級国道
  - 国道6号（陸前浜街道）

## その他
茨城県の自治体では「町」を「まち」と読むのが標準的であるが、当町は例外的に「ちょう」と読んでいた。